# Ponometia mcdunnoughi
Ponometia mcdunnoughi är en fjärilsart som beskrevs av Barnes och Benjamin 1923. Ponometia mcdunnoughi ingår i släktet Ponometia och familjen nattflyn. Inga underarter finns listade i Catalogue of Life.